# Опленац
Опленац (серб. Опленац) — холм около города Топола (Шумадийский округ, Сербия), а также ландшафтно-архитектурный, религиозный и исторический комплекс, который включает Храм Свт. Георгия Победоносца (серб. Црква Светог Ђорђа), являющийся мавзолеем-усыпальницей княжеской и королевской династии Карагеоргиевичей. Кроме того, там расположены: музей королевских виноградников (Дом виноградаря), Дом короля Петра, особняк королевы, памятники, гостиницы.

## История создания
Топола была выстроена и укреплена родоначальником династии Карагеоргием в конце XVIII века — здесь с 1794 года он жил со своей семьёй, в дальнейшем этот город был одним из главных опорных пунктом восставших. В 1903 году Пётр I Карагеоргиевич, желая увековечить память деда-основателя династии, выбрал холм Опленац высотой 337 метров в качестве места для строительства храма во имя их небесного покровителя свт. Георгия Победоносца. Его возведение началось 1 мая 1910 года по проекту сербского архитектора Кости Йовановича. Осенью 1912 года храм был почти закончен. Освятил церковь патриарх Сербский Димитрий. С началом Балканских войн 1912—1913 годов и Первой мировой войны в 1914 году отделка храма была приостановлена. Когда Австро-Венгрия оккупировала Сербию, он был подвергнут разграблению — была снята и увезена медная облицовка купола и крыши, декоративная обшивка порталов. Разрушено много окон, мраморных колонн и орнаментов. Под предлогом того, что там могут быть спрятаны важные архивы, захватчики осквернили могилы в крипте. После возвращения на родину королевская семья не имела возможности заниматься восстановлением храма. Это произошло только в конце 1920-х годов под личным контролем правящего короля Александра I Карагеоргиевича. 9 сентября 1930 года храм вновь освятил патриарх Варнава в присутствии епископов Тимишоарской епархии Георгия и Захумско-Герцеговинской и Приморской епархии Иоанн. Начиная с этого момента богослужения проводились до 1947 года. Возобновлены они был только 7 февраля 1993 года, когда храм вновь стал действующим. Часть имущества религиозного и исторического сооружения, утраченная во времена строительства в Югославии атеистического общества, постепенно возвращается.

## Архитектура

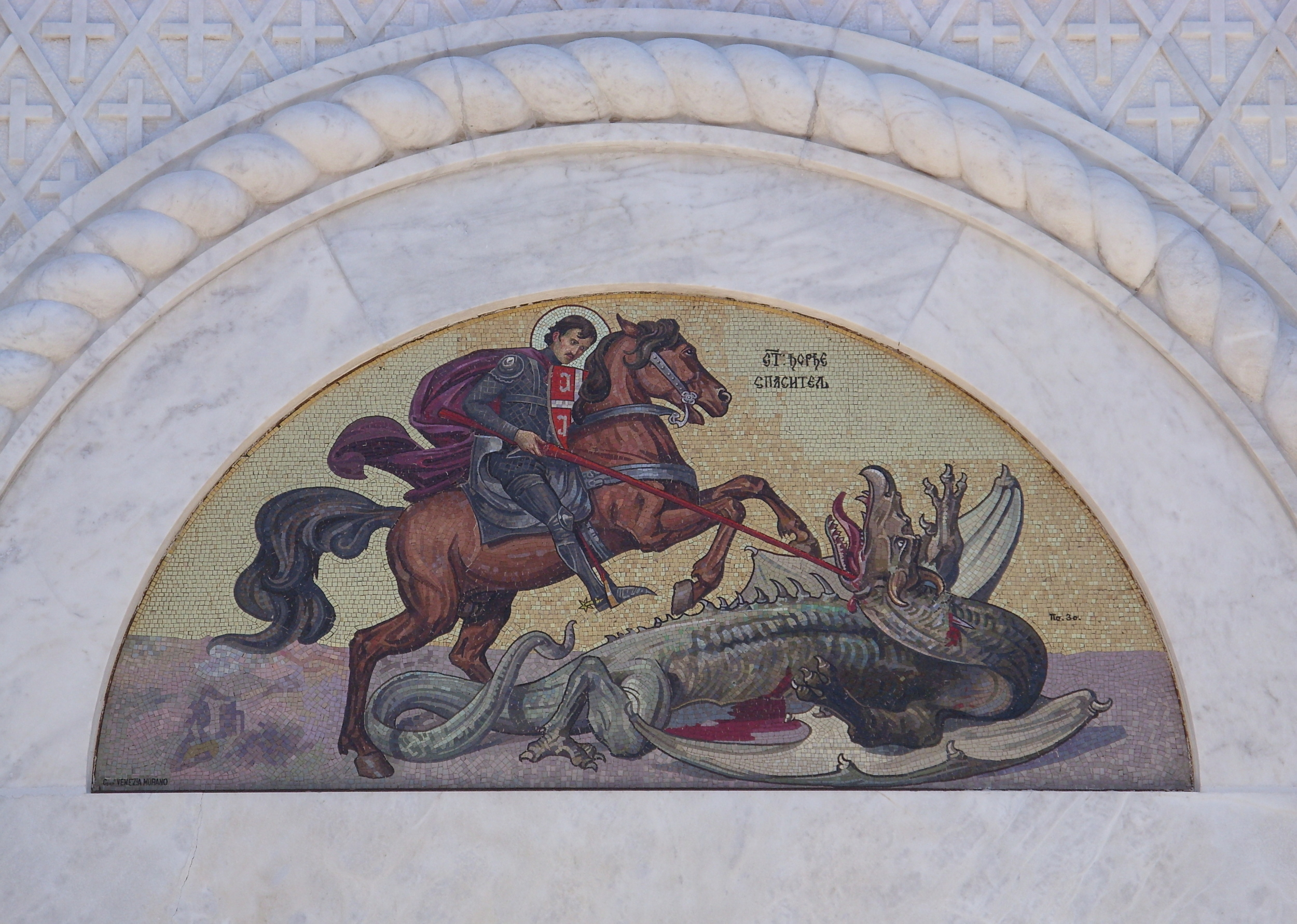
Мозаика (внешняя) на сюжет
Чудо Георгия о змие

Храм создан в лучших традициях сербско-византийской архитектуры, что, по мнению историка искусства Миодраг Йовановича, создаёт «чрезвычайно твёрдую структуру и чистоту архитектурного выражения». Мозаичная живопись сравнима с самыми красивыми достижениями сербского средневекового творчества. Внушительный памятник виден на десятки километров вокруг, храм является свидетельством успешного совместного приложения усилий государственных деятелей, архитекторов и представителей изобразительного искусства.
Храм венчают пять куполов. Внутренняя его длина составляет 30 метров, высота свода — 27 метров. Он построен на высоком цоколе из твердого белого мрамора с нагорья Венчац. Храм имеет два саркофага: в северном хоре — саркофаг короля Петра I (1844—1921), основателя церкви, в южном хоре — Карагеоргия (1762—1817), первого правителя Сербии и основателя династии Карагеоргиевичей. Мозаика состоит из 725 композиций (513 в храме и 212 в склепе), на которых изображено 1500 персонажей. Для сюжетов были использованы лучшие образцы из 60 церквей по всей Сербии. Общая площадь мозаики составляет 3500 кв.м., состоит она из 40 миллионов разноцветных стеклянных кубиков 15 000 различных оттенков цветов. В её создании (в 1930-х годах) принимал непосредственное участие бывший архитектор русского императорского двора, академик Николай Краснов. Над оформлением храма также работал барон Николай Мейендорф — полковник лейб-гвардии Конной артиллерии, а в эмиграции — иконописец.

## Крипта

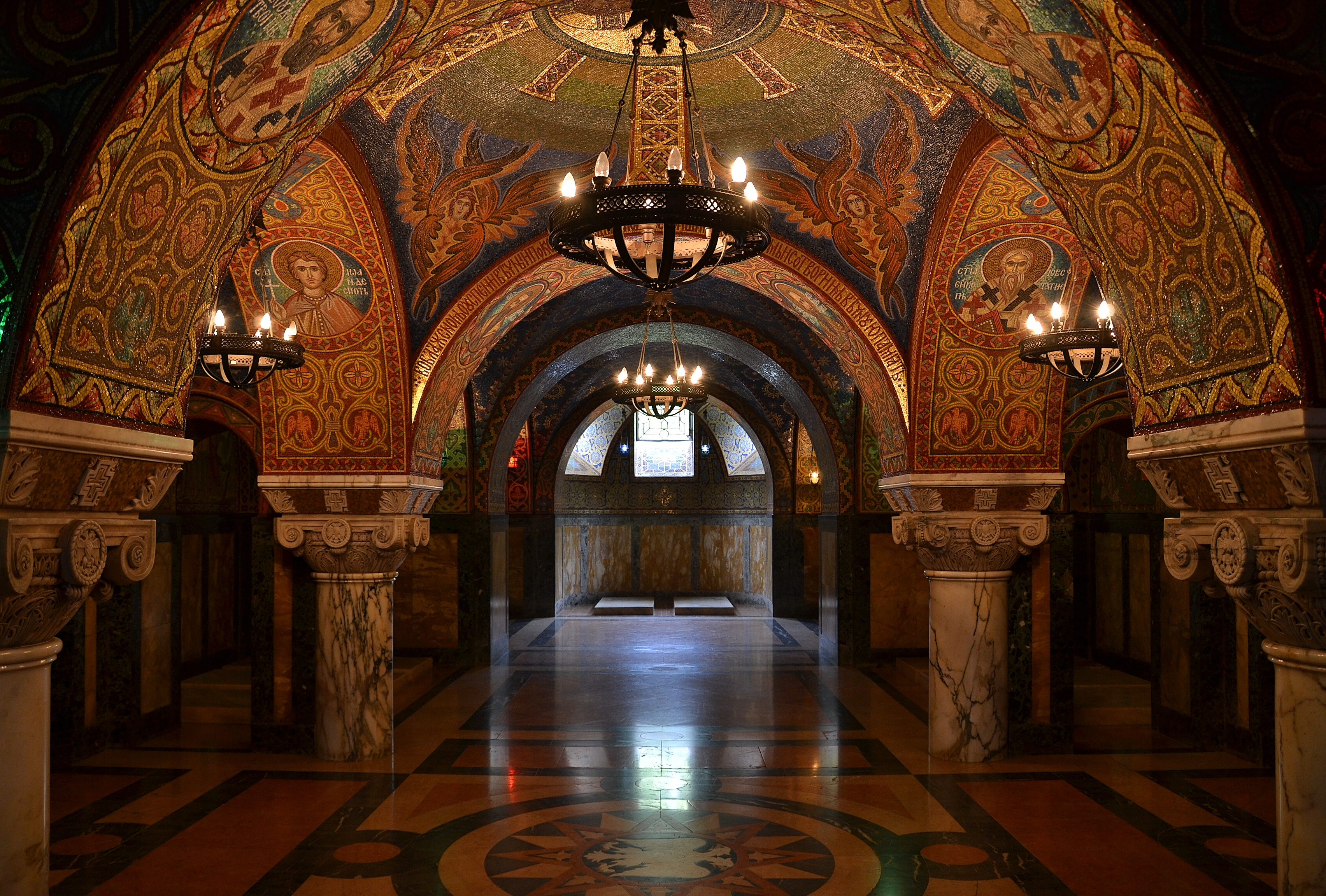
Крипта храма

Крипта предназначена для захоронения умерших членов династии Карагеоргиевичей. В склепе находится 39 гробниц. Шесть поколений правящей семьи были похоронены в склепе, начиная с матери Карагеоргиевича Марики (умерла в 1811 году). Последние захоронения датированы уже XXI веком: в 2012 году здесь были перезахоронены останки бывшего принца-регента Павла Карагеоргиевича и его жены принцессы Ольги Греческой (погребённые ранее на кладбище в Лозанне), а в 2016 году — их сын князь Александр Карагеоргиевич. Все могилы расположены в произвольном порядке без соблюдения критериев, таких как принцип генерации, степень родства, порядок смерти. При этом все они украшены мозаикой по всем поверхностям, из-за чего крипта кажется уникальной, но при этом является неделимым целым с храмом.